# Albany, Illinois
Albany är en ort (village) i Whiteside County i Illinois. Vid 2020 års folkräkning hade Albany 864 invånare.